# Деймон Сіверсон
Деймон Сіверсон (англ. Damon Severson, нар. 7 серпня 1994, Мелвілл) — канадський хокеїст, захисник клубу НХЛ «Нью-Джерсі Девілс». Гравець збірної команди Канади.

## Ігрова кар'єра
Хокейну кар'єру розпочав 2009 року виступами за місцеву команду «Мелвілл Міліонерес». Згодом чотири сезони відіграв за «Келона Рокетс» (ЗХЛ).
2012 року був обраний на драфті НХЛ під 60-м загальним номером командою «Нью-Джерсі Девілс». 6 вересня 2012 уклав з «дияволами» трирічний контракт.
9 жовтня 2014 дебютував у складі «Нью-Джерсі Девілс» в матчі проти «Філадельфія Флайєрз». Через два дні набрав перше очко зробивши результативну передачу.
12 вересня 2017 уклав новий шестирічний контракт з «Девілс».

## На рівні збірних
У складі юніорської збірної Канади провів 12 матчів.
У складі національної збірної Канади срібний призер чемпіонату світу 2019.

## Статистика

### Клубні виступи
| Сезон        | Клуб                 | Ліга         | Регулярний сезон | Регулярний сезон | Регулярний сезон | Регулярний сезон | Регулярний сезон | Плей-оф | Плей-оф | Плей-оф | Плей-оф | Плей-оф |
| Сезон        | Клуб                 | Ліга         | І                | Г                | П                | О                | ШХ               | І       | Г       | П       | О       | ШХ      |
| ------------ | -------------------- | ------------ | ---------------- | ---------------- | ---------------- | ---------------- | ---------------- | ------- | ------- | ------- | ------- | ------- |
| 2009–10      | Йорктон              | ССХЛ         | 44               | 9                | 25               | 34               | 53               | 4       | 1       | 1       | 2       | 18      |
| 2009–10      | «Мелвілл Міліонерес» | СМХЛ         | 1                | 0                | 1                | 1                | 2                | —       | —       | —       | —       | —       |
| 2009–10      | «Келона Рокетс»      | ЗХЛ          | 5                | 0                | 0                | 0                | 0                | —       | —       | —       | —       | —       |
| 2010–11      | «Келона Рокетс»      | ЗХЛ          | 64               | 4                | 13               | 17               | 53               | 10      | 2       | 0       | 2       | 13      |
| 2011–12      | «Келона Рокетс»      | ЗХЛ          | 56               | 7                | 30               | 37               | 80               | 4       | 2       | 0       | 2       | 2       |
| 2012–13      | «Келона Рокетс»      | ЗХЛ          | 71               | 10               | 42               | 52               | 74               | 11      | 1       | 9       | 10      | 18      |
| 2012–13      | «Олбані Девілс»      | АХЛ          | 2                | 0                | 2                | 2                | 0                | —       | —       | —       | —       | —       |
| 2013–14      | «Келона Рокетс»      | ЗХЛ          | 64               | 15               | 46               | 61               | 63               | 14      | 4       | 14      | 18      | 18      |
| 2014–15      | «Нью-Джерсі Девілс»  | НХЛ          | 51               | 5                | 12               | 17               | 22               | —       | —       | —       | —       | —       |
| 2015–16      | «Нью-Джерсі Девілс»  | НХЛ          | 72               | 1                | 20               | 21               | 32               | —       | —       | —       | —       | —       |
| 2015–16      | «Олбані Девілс»      | АХЛ          | 3                | 0                | 1                | 1                | 9                | 11      | 0       | 8       | 8       | 14      |
| 2016–17      | «Нью-Джерсі Девілс»  | НХЛ          | 80               | 3                | 28               | 31               | 58               | —       | —       | —       | —       | —       |
| 2017–18      | «Нью-Джерсі Девілс»  | НХЛ          | 76               | 9                | 15               | 24               | 42               | 4       | 0       | 0       | 0       | 12      |
| 2018–19      | «Нью-Джерсі Девілс»  | НХЛ          | 82               | 11               | 28               | 39               | 58               | —       | —       | —       | —       | —       |
| Усього в НХЛ | Усього в НХЛ         | Усього в НХЛ | 361              | 29               | 103              | 132              | 212              | 4       | 0       | 0       | 0       | 12      |

### Збірна
| Рік                | Команда            | Турнір             | Місце              | І  | Г | П | О | ШХ |
| ------------------ | ------------------ | ------------------ | ------------------ | -- | - | - | - | -- |
| 2011               | Канада (захід)     | U17                | 6-е                | 5  | 0 | 2 | 2 | 4  |
| 2012               | Канада             | ЮЧС18              | 3                  | 7  | 0 | 2 | 2 | 8  |
| 2019               | Канада             | ЧС                 | 2                  | 10 | 1 | 5 | 6 | 16 |
| Юніорська збірна   | Юніорська збірна   | Юніорська збірна   | Юніорська збірна   | 12 | 0 | 4 | 4 | 12 |
| Національна збірна | Національна збірна | Національна збірна | Національна збірна | 10 | 1 | 5 | 6 | 16 |